# Пађезе-Санта Марија (Асколи Пичено)
Пађезе-Санта Марија (итал. Paggese-Santa Maria) насеље је у Италији у округу Асколи Пичено, региону Марке.
Према процени из 2011. у насељу је живело 917 становника. Насеље се налази на надморској висини од 437 м.